# Edmundo Espino
Edmundo Espino (Mazapil, 19 de julio de 1894-Ciudad de México, 24 de diciembre de 1964) fue un actor de cine mexicano.

## Filmografía selecta
- La fuga (1944)
- Adulterio (1945)
- El tigre de Jalisco (1947)
- El supersabio (1948)
- ¡Hipócrita! (1949)
- Las dos huerfanitas (1950)
- Sobre las olas (1950)